# Resplandor
Resplandor ist eine peruanische Band aus Lima, deren Musikstil im Bereich Shoegaze, Dream Pop und Indie-Pop angesiedelt ist. Resplandor bedeutet im Spanischen so viel wie Glanz, Lichtschein, Lichtschimmer.

## Geschichte
Einhergehend mit dem sich in den 1990er Jahren international ausbreitenden Shoegazing-Stil gründeten Antonio Zelada, Luis Rodríguez und Wilmer Ruiz die Band Anfang 1996. Zwei Jahre später produzierten sie ihre Debüt-EP Sol De Hiel. Ihr erstes Konzert gaben sie im ausverkauften „Bauhaus Club“ im Stadtbezirk Miraflores. Nach weiteren Auftritten nahmen sie 1999 im Studio ihr Debüt-Album Elipse auf, das im Februar 2002 erschien. Mehrere Songs des Albums erschienen danach auf Shoegazing-Samplern internationaler Szene-Labels. Außerhalb des Landes tourte Resplandor dann an der Ostküste der Vereinigten Staaten und trat 2003 beim 5. „Fuga Jurásica“-Festival in Buenos Aires auf, das vom argentinischen Plattenlabel Fugu Discos veranstaltet wird.
Im März 2008 erschien das dritte und bislang letzte Album Pleamar, das von Robin Guthrie (Cocteau Twins) aufgenommen und produziert wurde. Die Band ist mittlerweile beim 2011 gegründeten US-amerikanischen Label Saint Marie Records in Fort Worth unter Vertrag, wo sie seit 2012 an einem weiteren Album arbeitet. Außerhalb von Peru war Resplandor 2010 und 2011 beim SXSW-Festival zu sehen sowie 2013 in Los Angeles beim „Culture Collide“-Festival. 2013 spielte die Band als Support für The Cure im Estadio Nacional, Lima.

## Diskografie
Alben
- 2000: Elipse (Eigenproduktion; Vertrieb der Neuauflage 2005 mit 2 Bonus-Tracks bei Tonevendor )
- 2002: Ambar (Alison Records )
- 2008: Pleamar (Automatic Entertainment  / Casa del Puente Discos )

EPs
- 1998: Sol De Hiel (Eigenproduktion)
- 2006: Radio Dept., The / Resplandor (Split-EP mit The Radio Dept.; Automatic Entertainment )
- 2007: Mahogany / Resplandor (Split-EP mit Mahogany; Automatic Entertainment )

Singles
- 2001: Bajo Oscuro Cielo (Eigenproduktion)
- 2001: Luna (Eigenproduktion)

Kompilationsbeiträge
- 2001: Deseo auf Orange Pop (Losing Today )
- 2001: En Tus Alas auf Picnic Basket (A Shelflife International Pop Compilation) (Shelflife Records )
- 2002: Ambar auf Test Tones Volume 1.1 (Clairecords )
- 2002: Claroscuro auf Atlantic Flowers (Clairecords  / Alison Records  / Midsummer Madness )
- 2003: Virginia auf  Contrataque – Tributo Al Rock Subterraneo (Ya Estas Ya Producciones  / 1001 Records )
- 2003: Abril auf ¿Realmente Amas A Sandra Bullock? (Ya Estas Ya Producciones )
- 2005: The Killing Moon  auf Play The Game - Un Tributo A Echo & The Bunnymen (Lunar Discos )
- 2006: Oeste auf Fuga Jurasica 8 (Fuga Discos )
- 2007: Oeste auf Porque Este Océano Es El Tuyo, Es El Mio (Midsummer Madness )
- 2012: Downfall auf Static Waves (Saint Marie Records )
- 2013: Feel auf Static Waves 2 (Saint Marie Records )
- 2014: Breathe auf Fuga Pop! (Fuga Discos )
- 2014: Morningrise auf Static Waves 3 (Saint Marie Records )